# 최승준 (1956년)
최승준(崔乘俊, 1956년 7월 13일~)은 대한민국의 정치인이다. 제40·42·43대 강원도 정선군수(민선 5·7·8기)이다.

## 학력
- 정선초등학교 졸업
- 정선중학교 졸업
- 정선고등학교 졸업
- 신구대학교
- 대원대학교 사회복지학과

## 경력
- 정선신협 이사장
- 정선청년회의소 특우회장
- 제1대 정선군사회복지협의회 회장
- 법무부 범죄예방위원전국연합회 위원
- 민주평화통일자문회의 위원
- 2002.07~2006.06: 제4대 강원도 정선군의회 의원
- 2006.07~2010.06: 제5대 강원도 정선군의회 의원
  - 2006.07~2010.06: 제5대 강원도 정선군의회 의장
- 2010.07~2014.06: 제40대 민선 5기 강원도 정선군수
- 2018.07~2022.06: 제42대 민선 7기 강원도 정선군수
- 2022.01~2022.06: 전국시장·군수·구청장협의회 군수대표
- 2022.07~: 제43대 민선 8기 강원도 정선군수
- 2022.07~2024.06: 전국농어촌지역군수협의회 감사
- 2023.08~: 남북9축 고속도로 추진협의회 회장
- 2024.07~: 제6대 전국농어촌지역군수협의회 회장

## 역대 선거 결과
|  | 22.31% |

|  | 49.01% |

|  | 15.72% |

|  | 56.40% |

|  | 45.51% |

|  | 57.70% |

|  | 51.01% |